# Stråbergsmyren
Stråbergsmyren är en by i Karlskoga kommun, belägen söder om Linnebäck. Den bebyggelse som ursprungligen kom att utgöra Stråbergsmyren etablerades år 1620 av häradsdomaren i Karlskoga bergslag Jon Björnsson.